# Clasificación C Vol. 2
Clasificación C, Vol. 2 es el nombre del tercer álbum de estudio del rapero mexicano C-Kan. El álbum fue lanzado el 17 de marzo de 2015 por Mastered Trax Latino. Este trabajo es la continuidad del álbum Clasificación C, Vol. 1. El primer álbum de estudio del rapero en posicionarse en la lista de los Billboard.
El álbum incluye colaboraciones con T López, Rigo Luna, Leiden, Pipo Ti, Alika y MC Xbox 

## Contenido

### Portada
En la portada se ve a C-Kan con los ojos vendados en un paredón con tres rayos de un francotirador a punto de fusilarlo.

### Letras y sonidos
Las letras tienen gran parecido a su álbum anterior Clasificación C, Vol. 1, los productores y las colaboraciones con artistas internacionales. Por otro lado, hay avances musicales en instrumentos y melodías que se dan más a notar.
Las canciones abordan temas como la violencia en las calles y las pandillas, pero también de problemas sociales como la migración y la violencia contra la mujer.
A través de las canciones le rinde homenaje a todas aquellas personas que se levantan muy temprano para ir a trabajar y sacar adelante a sus familias. Los temas de Clasificación C, vol. 2 nacieron de experiencias propias, de como provenir de un barrio humilde, dormir en el piso y que su mamá lo dejara solo con sus hermanos para ir a ganar el sustento. dijo C-Kan.

## Promoción

### Sencillos
«My Everthing» es el tercer sencillo de Clasificación C, Vol. 2 que se convirtió en la obra más ambiciosa y triunfadora del rapero. fue estrenado en el programa de Ritmoson y después en todos los canales de videos y emisoras de radio. El sencillo cuenta con la colaboración del cantante Damon Reel. También cuenta con una continuación con el mismo título traducido al español «Mi todo».
José Joe Acevedo, mánager del rapero dijo que «My Everthing» es el mejor video que han hecho hasta la fecha.

## Lista de canciones
| N.º | Título                                                          | Productor(es) | Duración |  |
| 1.  | «Intolerable»                                                   | DJ Maxo       | 2:58     |  |
| 2.  | «Todo Lo Que Brilla No Es Oro» (feat. Don Dinero, Charlie Cruz) |               | 3:55     |  |
| 3.  | «Yo Soy Quien Soy» (feat. T López)                              |               | 3:53     |  |
| 4.  | «Si Tu Te Retiras» (feat. Rigo Luna)                            |               | 3:54     |  |
| 5.  | «Mama Me Dijo Un Día»                                           | DJ Maxo       | 3:42     |  |
| 6.  | «Norma» (feat. Leiden)                                          |               | 2:36     |  |
| 7.  | «My Everthing» (feat. Damon Reel)                               |               | 4:25     |  |
| 8.  | «Mujer Bonita» (feat. MC Magic)                                 |               | 3:14     |  |
| 9.  | «Aparece» (feat. Pipo Ti)                                       |               | 4:12     |  |
| 10. | «Déjame en paz» (feat. Alika, Pipo Ti)                          |               | 3:10     |  |
| 11. | «El Llanto del Inmigrante» (feat. Sporty Loco. T López)         |               | 4:09     |  |
| 12. | «Por El Mexicano» (feat. Sporty Loco)                           |               | 4:20     |  |
| 13. | «Quien Contra Mi?»                                              | DJ Maxo       | 3:18     |  |
| 14. | «No Hace Na» (feat. Wambo)                                      |               | 3:07     |  |

## Posiciones en listas
| Lista                      | Posición |
| -------------------------- | -------- |
| Estados Unidos (Billboard) | 28       |

## Premios y nominaciones
Indie-O Music Awards
| Año  | Premio | Categoría              | Resultado | Ref.   |
| ---- | ------ | ---------------------- | --------- | ------ |
| 2016 | IMAS   | Premio J&B de la Gente | Ganador   | [ 12 ] |

Ritmo Urbano
| Año  | Premio       | Categoría               | Resultado | Ref.   |
| ---- | ------------ | ----------------------- | --------- | ------ |
| 2015 | Ritmo Urbano | Mejor Disco de 2015     | Ganador   | [ 13 ] |
| 2015 | Ritmo Urbano | Mejor Disco Rap/Hip Hop | Nominado  | [ 13 ] |